# تورگن (اوفس)
شهرستان تورگِن (به زبان مغولی: Түргэн сум، [Türgen sum]؛ ᠲᠦᠷᠭᠡᠨ ᠰᠤᠮᠤ، [türgen sumu]) یک شهرستان (سُوم) در مغولستان است که در استان اوفس واقع شده‌است.

## تقسیمات اداری
شهرستان تورگِن متشکل از 3 قصبه (باغ) می‌باشد، شامل:
- اِردِنه‌‌خایرخان (مغولی: Эрдэнэ хайрхан баг، [Erdene xajrxan bag]؛ ᠡᠷᠳᠡᠨᠢ ᠬᠠᠶᠢᠷᠬᠠᠨ ᠪᠠᠭ، [erdeni qayirqan baɣ])
- بایان‌خایرخان (مغولی: Баян хайрхан баг، [Bajan xajrxan bag]؛ ᠪᠠᠶ᠋ᠠᠨ ᠬᠠᠶᠢᠷᠬᠠᠨ  ᠪᠠᠭ، [bayan qayirqan baɣ])
- راشانت (مغولی: Рашаант баг، [Rašaant bag]؛ ᠷᠠᠰᠢᠶ᠋ᠠᠨᠲᠤ ᠪᠠᠭ، [rašiyantu baɣ])